# Helmut Hirsch
Helmut Hirsch, detto Helle (Stoccarda, 27 gennaio 1916 – Berlino, 4 giugno 1937), è stato un artista e attivista tedesco ebreo, giustiziato per preso parte in un attentato dinamitardo. Sebbene non si conosca un resoconto completo e accurato del complotto, si ritiene che i suoi obiettivi fossero la sede del partito nazista a Norimberga e/o lo stabilimento in cui veniva stampato il settimanale di propaganda antisemita Der Stürmer.

## Biografia
Era il maggiore dei due figli di Marta Neuburger Hirsch e Siegfried Hirsch. Nel 1935, dopo che le leggi di Norimberga esclusero gli ebrei dalle università tedesche, si trasferì a Praga, dove si iscrisse come studente di architettura alla Deutsche Technische Hochschule.

### Il Fronte Nero
Poco dopo il suo arrivo a Praga, entrò a far parte del Fronte Nero, un gruppo nazionalista di espatriati tedeschi anti-hitleriani che sostenevano lo Strasserismo. Fu incoraggiato a presentarsi al suo capo, Otto Strasser, dal suo mentore Tusk (Eberhard Köbel). Tusk era stato un leader della Deutsche Jungenschaft, un ramo del movimento giovanile tedesco (Bündische Jugend) di cui Hirsch fece parte. La stessa Jungenschaft fu messa fuori legge nel 1935 e Tusk sfuggì all'arresto fuggendo a Londra.
La sua famiglia lo raggiunse a Praga nel 1936, dopo che sua sorella Kaete si era diplomata al ginnasio e, come lui, gli era stato vietato di frequentare l'università tedesca. Ormai era profondamente coinvolto nelle attività clandestine del Fronte Nero, tenute segrete anche alla sua famiglia. Il 20 dicembre 1936, dopo aver detto alla famiglia che sarebbe andato a sciare con gli amici, tornò in Germania con un permesso di viaggio ottenuto con la falsa premessa di andare a trovare la madre malata. Nella sua ingenuità, non si rese conto che le autorità tedesche sapevano che la sua famiglia si era trasferita a Praga. È probabile che gli agenti tedeschi a Praga lo tenessero d'occhio da alcuni mesi, ma che non fossero in grado di arrestarlo mentre rimaneva in territorio ceco.
Il responsabile di Hirsch era il braccio destro di Strasser, Heinrich Grunov, nome di battaglia Beer. Secondo il piano, Hirsch doveva lasciare due valigie contenenti esplosivo in uno o due siti di Norimberga. Gli obiettivi suggeriti erano la sede del Partito nazista e l'ufficio o la tipografia di Der Stürmer. Grunov incaricò Hirsch di acquistare un biglietto di andata e ritorno da Praga per Stoccarda e di viaggiare fino a Norimberga per incontrare un contatto che gli avrebbe consegnato i biglietti per il ritiro delle due valigie introdotte di nascosto in Germania. Hirsch proseguì per Stoccarda, dove aveva organizzato un incontro con un suo vecchio amico. Secondo le lettere che scrisse alla famiglia dal carcere, stava vacillando nel suo impegno per il complotto e sperava che il suo amico lo avrebbe convinto a desistere dall'attentato.

## Arresto
Hirsch arrivò a Stoccarda nella tarda serata del 20 dicembre. Quando il suo amico non lo raggiunse come previsto, si recò all'Hotel Pelikan, di fronte alla stazione ferroviaria. Nelle prime ore del mattino del giorno dopo, fu arrestato dalla Gestapo nella sua stanza d'albergo.
Hirsch fu interrogato prima a Stoccarda e poi trasferito nella prigione di Plötzensee a Berlino. Fu accusato di cospirazione per alto tradimento e fu incriminato per possesso di esplosivi con intento criminale, nonostante il fatto che non avesse esplosivi al momento dell'arresto. Hirsch fu tenuto in isolamento per nove settimane in attesa del processo e gli fu permesso di comunicare con la famiglia e i parenti che vivevano ancora in Germania. Una lettera che scrisse a suo zio, a Stoccarda, fu trattenuta dalla censura.

### Processo

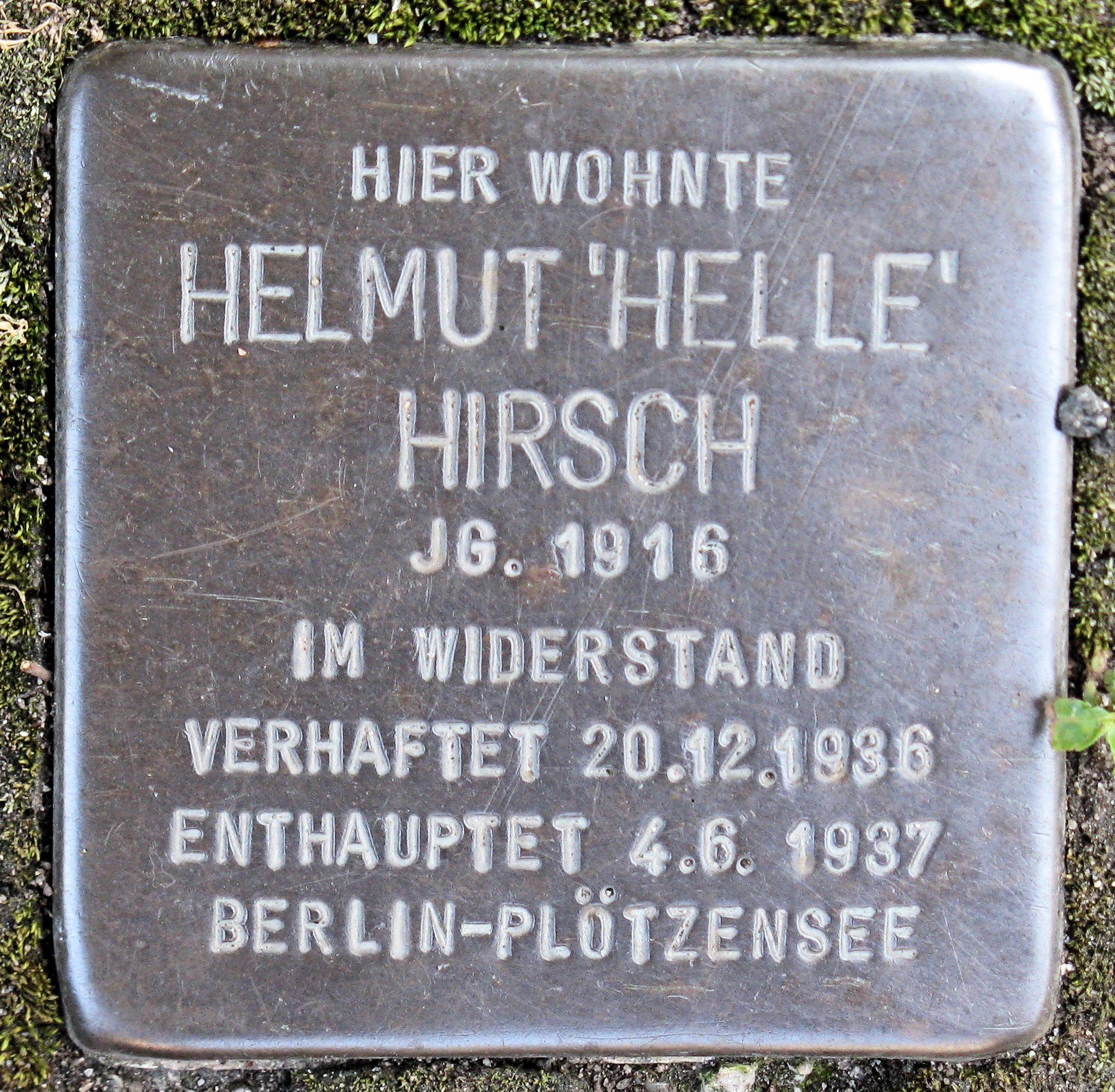
Pietra d'inciampo posata in memoria di Helmut Hirsch.

Le testimonianze al processo hanno chiarito che c'era almeno un agente doppiogiochista nel Fronte Nero. Un testimone dell'accusa descrisse il complotto con dettagli che nessuno avrebbe potuto conoscere, se non un membro fidato del gruppo. Hirsch non negò il coinvolgimento nel complotto, il suo avvocato d'ufficio sostenne che avrebbe dovuto essere assolto poiché l'attentato non fu portato a termine. Hirsch ammise anche che, se ne avesse avuto la possibilità, avrebbe tentato di assassinare Adolf Hitler. In realtà, Hitler non fu un obiettivo del complotto, ma la risposta di Hirsch diede adito alle voci pubblicate dalla stampa internazionale secondo cui l'assassinio di Hitler era il vero obiettivo di Hirsch.
Fu riconosciuto colpevole dell'accusa e condannato a morte l'8 marzo 1937, il suo amico fu assolto. Sebbene gli atti del processo rimasero segreti, il verdetto fu reso pubblico. Solo dopo aver appreso dalla radio, il 20 marzo, che "l'ebreo apolide Helmut Hirsch" era stato condannato a morte, la sua famiglia venne a sapere cosa ne era stato di lui dopo che aveva lasciato casa tre mesi prima.

## Appelli internazionali alla clemenza
La famiglia e gli amici di Hirsch avviarono una campagna per la sua liberazione, o almeno per la commutazione della sua condanna all'ergastolo. La Croce Rossa Internazionale, i Quaccheri e anche un'associazione internazionale di avvocati inviarono degli appelli in suo favore, un'organizzazione per i diritti umani convinse il governo norvegese a offrirgli asilo nel caso che i tedeschi lo avessero rilasciato, fu presentato un appello alla Società delle Nazioni e il caso fu portato anche davanti alla Camera dei Comuni di Londra. Tra le altre strade possibili c'era l'intervento degli Stati Uniti. Il padre di Hirsch, Siegfried, aveva vissuto negli Stati Uniti per circa dieci anni prima del suo matrimonio nel 1914, era stato naturalizzato cittadino statunitense prima di tornare in Germania. Durante la prima guerra mondiale, Siegfried visse con la moglie e i due figli in Alsazia. Alla fine della guerra l'Alsazia tornò alla Francia e Siegfried si trasferì a Stoccarda con la famiglia. Per un motivo burocratico non chiaro, la cittadinanza statunitense di Siegfried Hirsch fu annullata, rendendo così l'intera famiglia di fatto "apolide". Anche se Helmut nacque in Germania e visse a Stoccarda per la maggior parte della sua vita, non ha mai avuto la cittadinanza tedesca.
Il cugino di Hirsch, George Neuburger, trasferitosi a New York, si avvalse dell'aiuto dell'avvocato statunitense Irving S. Ottenberg, sposato con una cugina di primo grado del padre di Hirsch. Ottenberg presentò una petizione per il ripristino della cittadinanza di Siegfried. L'appello fu inizialmente respinto, ma un mese dopo la decisione fu annullata. Il 22 aprile 1937, in virtù della nuova cittadinanza acquisita dal padre, anche Helmut fu dichiarato cittadino statunitense, sebbene non avesse mai messo piede sul suolo americano.

### Diplomazia americana
La cittadinanza statunitense di Hirsch cambiò immediatamente la situazione. William E. Dodd, ambasciatore a Berlino, fu incaricato dal Segretario di Stato Cordell Hull di intervenire in favore di Hirsch. Dodd raccontò i suoi sforzi nel suo diario, gli incontri con Konstantin von Neurath, il Ministro degli Esteri tedesco, e Otto Meissner, un importante politico vicino a Hitler.
Anche con la forza della diplomazia statunitense, Hitler rifiutò la richiesta di risparmiare la vita di Hirsch. La sua esecuzione per decapitazione fu eseguita alle 6:00 del mattino del 4 giugno 1937. Sua sorella, Katie Sugarman (Kaete Hirsch), morì nel 2016 negli Stati Uniti, fu risparmiata dal regime nazista grazie all'ingresso immediato della sua famiglia nella causa del fratello.